# Yacimientos de icnitas de Burgos y Soria
En la comunidad autónoma de Castilla y León (España) los yacimientos de icnitas de dinosaurios se localizan en dos amplias zonas del Sistema Ibérico que coinciden, en la actualidad, con espacios correspondientes a las provincias de Burgos y Soria. Forman parte, ambos conjuntos, de la región sedimentaria denominada Cuenca de Cameros constituyendo los estratos más antiguos de la formación.

## Descripción
Los yacimientos de la provincia de Soria están incluidos dentro del grupo de Oncala, en el intervalo Titónico-Berriasiense (entre 140 y 128 millones de años). El ambiente se interpreta como el de una gran llanura fluvial con canales que podrían dar lugar a la formación de charcas temporales, desembocando, probablemente, toda la red hídrica en un lago de carácter perenne del que tenemos constancia en la zona de Yanguas.
Los yacimientos burgaleses son más modernos, situándose en el grupo Urbión, Berriasiense-Barrumiense (entre 128 y 114 millones de años), en un ambiente similar a una llanura pantanosa surcada por canales, charcas y lagos.
Las condiciones climáticas favorecían, además, la existencia de dinosaurios en estos ambientes ya que existía un clima tropical o subtropical con abundante vegetación de herbáceas.
Hasta la actualidad se han inventariado 48 yacimientos o afloramientos que corresponden al grupo Oncala y al de Urbión. Dicha relación corresponde a una recogida sistemática de referencias bibliográficas y noticias que han sido contrastadas en una primera campaña de campo y complementadas con nuevas informaciones obtenidas tras la realización de campañas de prospección sistemática del terreno.
Geográficamente, podemos confirmar que el grupo de huellas soriano se localiza en las cuencas de los ríos Cidacos, Mayor y Alhama, por tanto forma parte del Valle del Ebro, mientras que los burgaleses se ubican en la cuenca del río Arlanza, en la Cuenca del Duero, fundamentalmente ceñidos a la cabecera de pequeños arroyos de montaña.

## Tipos de huellas
Casi la totalidad de las huellas de dinosaurios reconocidas en Castilla y León son tridáctilas; esto es, pertenecientes a dinosaurios que dejaron impresas solamente las huellas de tres dedos de sus extremidades inferiores; y rastro bípedo, que se dividen en dos grupos principales: terópodos (carnívoros) y ornitópodos (comedores de plantas).
Entre los carnívoros, a su vez, cabe diferenciar grandes depredadores de entre 6 y 8 m de longitud como el representado en el rastro de Fuente Lacorte en Bretún (Soria) y que, como hecho bastante excepcional entre las icnitas de la península ibérica, muestra la impresión del 4.º dedo correspondiente al pulgar, o los rastros de alrededor de 20 cm de longitud media correspondientes a pequeños carnívoros gráciles.
Las huellas de los dinosaurios terópodos se distinguen por tener dedos largos y delgados que rematan en poderosas garras, mientras que las de los ornitópodos presentan dedos anchos y cortos de perfil redondeado. Entre estos últimos, son numerosas las huellas de grandes herbívoros de la familia Iguanodontidae. Entre ellos cabe mencionar algunos rastros especialmente interesantes como el rastro cuadrúpedo del yacimiento burgalés de Regumiel de la Sierra I (Burgos), donde algunas de las huellas sobrepasan los 60 cm por lo que cabe suponer que el dinosaurio se aproximaría a los 10 m.
También, aunque excepcionalmente, se constata la presencia de huellas de dinosaurios saurópodos, enormes dinosaurios herbívoros, en los yacimientos del Majadal de Yanguas en Soria, Mambrillas de Lara en Burgos y un extraordinario rastro constituido por 17 icnitas de hasta 1 m de diámetro, correspondientes a un gran animal de unos 20 m de longitud localizado en el yacimiento soriano de Los Campos en Salgar de Sillas en Sporno.